# Campeonato Mancomunado Castilla-Aragón 1934-35
El Campeonato Mancomunado Castilla-Aragón de 1934/35 fue la 33.ª edición del Campeonato Regional Centro. Fue disputado entre septiembre y noviembre de 1934, y que contó por primera vez con equipos de la federación cántabra de fútbol, mientas que regresaban los de Aragón, como parte de las divisiones territoriales de la Real Federación Española de Fútbol.
Este torneo en forma de liguilla de todos contra todos, fue la vigesimosegunda ocasión en la que salía vencedor el Madrid Football Club.
Los partidos se jugaron en dos meses, entre el 2 de septiembre y el 24 de noviembre de 1934, un total de 42 encuentros.

## Desarrollo
En el campeonato participaron 7 equipos de las federaciones madrileña o centro, la aragonesa, la cántabra y la castellano-leonesa debido a la reestructuración de los campeonatos regionales. El procedente de la Federación Aragonesa se sumó al torneo al no disputarse el Campeonato Regional de Aragón.
Los equipos que disputaron esta edición fueron; Madrid Football Club, Athletic Club de Madrid, Zaragoza Football Club, Racing Club de Santander, Club Deportivo Nacional de Madrid, Club Valladolid Deportivo y Club Deportivo Logroño en el que el Madrid F. C. se proclamó vencedor con varias jornadas de antelación, con cinco punto más que el Racing de Santander, siendo la mejor clasificación de un equipo de fuera de Madrid en la historia del campeonato. En cambio, los madrileños lograban su séptimo título consecutivo, y cuarto bajo el formato de Mancomunado.

### Participantes
| Equipos participantes | Equipos participantes   | Equipos participantes   | Equipos participantes     | Equipos participantes  | Equipos participantes  | Equipos participantes    |
| --------------------- | ----------------------- | ----------------------- | ------------------------- | ---------------------- | ---------------------- | ------------------------ |
| Madrid Football Club  | Athletic Club de Madrid | Club Deportivo Nacional | Club Valladolid Deportivo | Club Deportivo Logroño | Zaragoza Football Club | Racing Club de Santander |

## Tablas de clasificación
|     | Equipo               | Puntos | Jug. | Gan. | Emp. | Per. | G.F. | G.C. |
| --- | -------------------- | ------ | ---- | ---- | ---- | ---- | ---- | ---- |
| 1.º | Madrid F. C.         | 20     | 12   | 10   | 0    | 2    | 41   | 13   |
| 2.º | Racing de Santander  | 15     | 12   | 7    | 1    | 4    | 39   | 25   |
| 3.º | Athletic de Madrid   | 14     | 12   | 5    | 4    | 3    | 36   | 24   |
| 4.º | C. D. Nacional       | 10     | 12   | 4    | 2    | 6    | 27   | 33   |
| 5.º | Zaragoza F. C.       | 10     | 12   | 4    | 2    | 6    | 18   | 25   |
| 6.º | Valladolid Deportivo | 9      | 12   | 4    | 1    | 7    | 17   | 26   |
| 7.º | C. D. Logroño        | 6      | 12   | 3    | 0    | 9    | 16   | 49   |

|                  | MAD | RAC | ATH | NAC | VAL | ZAR | LOG |
| ---------------- | --- | --- | --- | --- | --- | --- | --- |
| Madrid FC        |     | 1-2 | 3-2 | 8-1 | 3-0 | 3-0 | 7-1 |
| Racing Santander | 2-3 |     | 1-0 | 5-0 | 4-0 | 3-1 | 9-1 |
| Athletic Madrid  | 1-4 | 9-5 |     | 3-3 | 0-0 | 3-0 | 7-0 |
| CD Nacional      | 1-3 | 4-2 | 3-3 |     | 4-0 | 5-1 | 1-2 |
| Valladolid CD    | 0-1 | 4-4 | 1-2 | 3-2 |     | 3-1 | 4-0 |
| Zaragoza FC      | 2-1 | 1-0 | 2-2 | 1-2 | 2-0 |     | 3-0 |
| CD Logroño       | 1-4 | 1-2 | 2-4 | 2-1 | 2-3 | 4-3 |     |

|                                          |
| Bandera de la Comunidad de Madrid        |
| Campeón Madrid Football Club 22.º título |

|                      |                     |
| Madrid Football Club | Racing de Santander |